# Ivo Vojnović
Ivo Vojnović, hrvaški književnik, * 9. oktober 1857, Dubrovnik, † 30. avgust, 1929, Beograd.
Njegova prva prozna dela (novele: Novele, Perom i olovkom in Ksanta) so napisane v tradiciji hrvaškega realizma, a scenska motivika že nakazuje prihod hrvaške moderne. Čeprav je v svojih novelah in pesmih uporabljal še druge sloge, pa je Vojnović predvsem lirski apologet Dubrovnika, ki je v hrvaško dramsko književnost uvedel elemente novoromantike in simbolizma. Ob naglašenem konzervativnem patosu, njegovo ustvarjanje karakterizira psihološka analiza.
Po njem se imenuje del dubrovniškega mestnega predela na Lapadu.

## Dela
- Ekvinokcij (1895), prevod v slovenščino leta 1912
- Dubrovačka trilogija (Allons enfants, Suton, Na taraci; 1903)
- Novele
- Perom i olovkom
- Ksanta
- Smrt majke Jugovića
- Gospođa sa suncokretom
- Lazarovo vaskresanje
- Maškarata